# Condado de Kingfisher
O Condado de Kingfisher é um dos 77 condados do estado norte-americano do Oklahoma. A sede do condado é Kingfisher, que também é sua maior cidade.
A área do condado é de 2346 km² (dos quais 8 km² são cobertos por água), uma população estimada de 15,765 habitantes em 2019 e uma densidade populacional de 6 hab/km².

## Condados adjacentes
- Condado de Garfield (norte)
- Condado de Logan (leste)
- Condado de Canadian (sul)
- Condado de Blaine (oeste)
- Condado de Major (noroeste)
- Condado de Oklahoma (extremo sudeste)

## Cidades e Vilas
- Cashion
- Dover
- Hennessey
- Kingfisher
- Loyal
- Okarche
- Piedmont